# ライフ・イズ・ビューティフル
『ライフ・イズ・ビューティフル』（日本語訳：人生は美しい、原題：La vita è bella、英題：Life Is Beautiful）は1997年のイタリア映画。ロベルト・ベニーニ監督・脚本・主演作品。第二次世界大戦下のユダヤ人迫害（ホロコースト）を、ユダヤ系イタリア人の親子の視点から描いた作品である。
第51回カンヌ国際映画祭（1998年）で審査員グランプリを受賞。第71回米国アカデミー賞(1999年）で作品賞ほか7部門にノミネートされ、そのうち、主演男優賞、作曲賞、外国語映画賞を受賞した。また、トロント国際映画祭の観客賞やセザール賞の外国映画賞も受賞している。一方でホロコーストの描き方については、「歴史的現実を過度に美化している」として、ユダヤ系団体や一部の批評家からは本作における表現手法の倫理性やバランスに疑問を呈する声もあがった。

## あらすじ
「これは、私の物語である」
第二次世界大戦前夜の1939年、ユダヤ系イタリア人のグイドは、叔父を頼りに友人とともに北イタリアの田舎町にやってきた。陽気な性格の彼は、小学校の教師ドーラに一目惚れし、桁外れなアタックの末に駆落ち同然で結婚して、愛息ジョズエをもうける。
やがて戦時色は次第に濃くなり、ユダヤ人に対する迫害行為が行われる。北イタリアに駐留してきたナチス・ドイツによって、3人は強制収容所に送られてしまう。
母と引き離され不安がるジョズエに対しグイドは嘘をつく。「これはゲームなんだ。泣いたり、ママに会いたがったりしたら減点。いい子にしていれば点数がもらえて、1000点たまったら勝ち。勝ったら、本物の戦車に乗っておうちに帰れるんだ」。絶望的な収容所の生活も、グイドの弁術にかかれば楽しいゲームに様変わりし、また、周囲の子供たちと引き離されてしまった父親たちの助けや、「シャワーの日（実際には労働に耐えない高齢者や年少者を毒ガスで殺害する日）」にジョズエがシャワーを嫌って父の言うことを聞かずベッドに隠れた運の良さから助かり、ジョズエは希望を失うことなく生き延びることができた。
イタリアでの戦いが終盤を迎え、ナチスが撤退する混乱の中ジョズエとグイドは逃げようとする。しかしドーラを探す最中にグイドは見つかってしまう。ゴミ箱の中に隠れていたジョズエを怖がらせないように、グイドはジョズエにウインクし、背中に銃を突きつけられてもまるで喜劇の主人公のようにジョズエの前を戯けて通りすぎる。グイドは最後の憂さ晴らしにとナチスの兵士にジョズエの見えないところで銃殺されてしまう。
ナチスの撤退後、朝を迎え、誰もいなくなったのを見計らいジョズエがゴミ箱からトボトボと出てくる。すると父が語ったゲームの「シナリオ」通り、砂埃から連合軍の戦車が現われ、若い兵士がジョズエを戦車に乗せた。そしてジョズエを抱き抱え自らのヘルメットをかぶせ、お菓子を与える。外を見ていると、ジョズエは母を見つけ再会する。何も知らない母に「僕たちはゲームに勝ったよ！」と告げると母はジョズエにキスしながら「そうよ 本当に勝ったのよ」とジョズエを褒め讃える。そこにグイドの姿は無かった。

## 出演
| 登場人物                 | 俳優                           | 日本語吹替 | 日本語吹替   |
| 登場人物                 | 俳優                           | ソフト版   | テレビ朝日版 |
| ------------------------ | ------------------------------ | ---------- | ------------ |
| グイド・オレフィチェ     | ロベルト・ベニーニ             | 原康義     | 山寺宏一     |
| ドーラ                   | ニコレッタ・ブラスキ           | 日下由美   | 田中敦子     |
| ジョズエ・オレフィチェ   | ジョルジョ・カンタリーニ       | 桜井誉礼   | 常盤祐貴     |
| エリゼオ・オレフィチェ   | ジュスティーノ・ドゥラーノ     | 小林恭治   | 佐々木勝彦   |
| フェッルッチョ・パピーニ | セルジョ・ビーニ・ブストリッチ | 水野龍司   | 岩崎ひろし   |
| グイッチャルディーニ     | リディア・アルフォンシ         |            |              |
| 校長                     | ジュリアーナ・ロヨディーチェ   | 宮寺智子   | 大西多摩恵   |
| ロドルフォ               | アメリゴ・フォンターニ         | 安井邦彦   | 辻親八       |
| バルトロメオ             | ピエトロ・デ・シルヴァ         | 立川三貴   | 斎藤志郎     |
| ヴィットリーノ           | フランチェスコ・グッツォ       |            |              |
| エレナ                   | ラファエラ・レボローニ         | 深水由美   | 秋元千賀子   |
| ドーラの母               | マリサ・パレデス               | 久保田民絵 | 朝倉佐知     |
| レッシング医師           | ホルスト・ブッフホルツ         | 中村正     | 辻親八       |
| ロドルフォ               | クラウディオ・アルフォンシ     | 相田さやか | 藤貴子       |
| エレオノーラ             | カルロッタ・マンジョーネ       | 矢島晶子   | 伊藤実華     |
| いす張り職人             | アンドレア・ナルディ           | 稲葉実     | 島香裕       |
| ブルーノ                 | アントニオ・プレステル         | 青山穣     | 清水明彦     |
| 作業着の男               | マッシモ・ビアンキ             | 土屋利秀   | ボンバー森尾 |
| 知事                     | ジル・バローニ                 | 村松康雄   | 田原アルノ   |
| 教師                     | アレッサンドラ・グラッシ       | 中村千絵   | 黒田弥生     |
| 秘書                     | ジョヴァンナ・ヴィッラ         | 大坂史子   | 岩本裕美子   |
| ナレーター               | オメロ・アントヌッティ         |            |              |

・テレビ朝日版：初回放送2001年1月21日『日曜洋画劇場』

## スタッフ
- 監督：ロベルト・ベニーニ
- 製作：エルダ・フェッリ、ジャンルイジ・ブラスキ
- 製作総指揮：マリオ・コトネ
- 脚本：ヴィンチェンツォ・チェラーミ、ロベルト・ベニーニ
- 音楽：ニコラ・ピオヴァーニ
- 撮影：トニーノ・デリ・コリ
- 編集：シモーナ・パッジ
- 衣装・美術：ダニーロ・ドナーティ

## 製作
作品タイトルはロシアの革命家レフ・トロツキーがヨシフ・スターリンからの暗殺者に脅えながらも残した「人生は美しい」という言葉にちなんでいる。ベニーニは「どんな状況下でも人生は生きるに値するほど美しい」という信念に感銘を受け、物語を着想した。
「強制収容所での虐殺」という重いテーマを扱っているが、コメディ俳優のベニーニは悲壮さを感じさせない喜劇仕立てにして、息子に対する父親の無償の愛情を描いた。ベニーニ自身はユダヤ系ではないが、彼の父はベルゲン・ベルゼン強制収容所で2年間を過ごしている。
妻ドーラを演じたニコレッタ・ブラスキは公私共にベニーニのパートナーであり、過去の作品でも夫婦で共演している。ベニーニ夫妻と子役のカンタリーニは、撮影に入る前に実際に寝起きをともにしたという。

## 音楽
- 映画で使用された音楽。
  - イタリア王国 国歌 王室行進曲（英語版）[4]。
  - オッフェンバックのオペラ『ホフマン物語』からホフマンの舟歌[4]。

## 作品の評価
本作は第71回アカデミー賞で7部門にノミネートされ、主演男優賞、作曲賞、外国語映画賞の3部門を受賞したものの、作品への評価は賛否が分かれており、一部の批評家、専門家やホロコースト当事者から歴史的不正確さ、倫理的な問題点を批判された。
本作はイタリアのマスコミから賞賛され、ベニーニは「国民的英雄」と称された。映画批評集積サイトRotten Tomatoesでは、93件の評論のうち高評価は81%であり、同サイトのコンセンサス評価は、「ベニーニの真摯な魅力は、不必要に甘ったるくならずに、揺るぎない恐怖に直面しても希望の光を与えてくれる」となっている。 Metacriticは、32人の批評家による加重平均スコア100点満点中59点を付け、「賛否両論、あるいは平均的なレビュー」と評価した。
アメリカの映画評論家ロジャー・イーバートはこの映画に3.5/4の星を付け、次のように述べている。「[ベニーニ監督によると]この映画はイタリアの右派から激しい反発を招き、カンヌではホロコーストを題材にしたユーモアの用い方で左派批評家の一部を不快にさせた。両派にとって最も不快なのは、政治を回避し、人間の素朴な創意工夫に重きを置いていることだろう。この映画は繊細なテーマを巧みに扱っている…（中略）この映画はホロコーストをやや和らげることで、ユーモアを成立させている。現実の絶滅収容所では、グイドのような役割は果たせなかっただろう。しかし、『ライフ・イズ・ビューティフル』はナチスやファシストではなく、人間の精神を描いた作品だ。夢の残骸から、善良で希望に満ちたものを救う物語であり、未来への希望を描いた作品だ。子供たちにとって今よりも良い状況になるという、人間として必要な確信、あるいは妄想を描いた作品だ。」
タイム誌のリチャード・シッケルは、「大量虐殺への言及はあるが、その残酷な現実は決して生々しく描かれていない」と論じた。彼は「ホロコーストの真実を少しでもほのめかすと、（ベニーニの）コメディは台無しになってしまうだろう」と結論付けた。
バラエティ誌のデイヴィッド・ルーニーは、この映画は「賛否両論」で、ベニーニの演技は「驚くほどの深みと感動」がある一方で、トニーノ・デッリ・コッリのカメラワークは「視覚的にかなり平坦」だと述べた。 2002年にBBCの批評家トム・ドーソンは「この映画はおそらく、最も悲惨な状況における想像力、無邪気さ、そして愛の力へのオマージュとして意図されている」が、「ベニーニの感傷的なファンタジーはホロコースト犠牲者の苦しみを軽視している」と書いた。
2006年、ユダヤ系アメリカ人のコメディ映画監督メル・ブルックスは『デア・シュピーゲル』誌でこの映画について否定的な意見を述べ、強制収容所の苦しみを軽視していると述べた。
イスラエルの脚本家、作家、美術評論家のコビ・ニヴは、『人生は美しい、しかしユダヤ人にとってはそうではない』（2000年にヘブライ語、2003年に英語に翻訳）という本を出版し、その中で非常に批判的な観点から映画を分析し、映画の根底にある物語はユダヤ人にとって有害であると示唆した。